# Strada statale 17 bis della funivia del Gran Sasso e di Campo Imperatore
La strada statale 17 bis della Funivia del Gran Sasso e di Campo Imperatore è una strada statale italiana, in parte riclassificata come regionale, il cui percorso ricade interamente all'interno della provincia dell'Aquila.

## Percorso
La strada inizia presso la stazione dell'Aquila e continua come arteria urbana fino all'innesto con la SS17 ter, presso la periferia orientale della città in località Vascapenta. Da poco dopo l'incrocio con l'altra statale e con la fine del centro abitato, inizia il tratto gestito da ANAS, il quale passa il casello "L'Aquila Est" dell'autostrada A24 e attraversa le frazioni di Tempera, Paganica (da dove parte la diramazione A), Camarda e Assergi; subito dopo quest'ultimo paese, all'altezza del casello dell'autostrada A24, inizia il tratto classificato come strada regionale e gestito della provincia dell'Aquila. La strada diventa quindi di carattere montano: attraversa dapprima la località di Fonte Cerreto, da dove parte la Funivia del Gran Sasso d'Italia, poi continua per un lungo tratto disabitato, da cui hanno inizio le diramazioni B e C, passa successivamente per i centri di Castel del Monte e Villa Santa Lucia degli Abruzzi e infine termina presso la SR602 di Forca di Penne nel comune di Ofena.

### Tabella percorso
| della Funivia del Gran Sasso e di Campo Imperatore |                                                       |      |           |
| Tipo                                               | Indicazione                                           | ↓km↓ | Provincia |
|                                                    | L'Aquila dell'Appennino Abruzzese ed Appulo-Sannitico | 0,0  | AQ        |
|                                                    | dell'Appennino Abruzzese                              | 4,0  | AQ        |
|                                                    | Roma-Teramo (Svincolo L'Aquila est)                   | 5,4  | AQ        |
|                                                    | Tempera                                               | 9,0  | AQ        |
|                                                    | Paganica della funivia del Gran Sasso per Filetto     | 10,4 | AQ        |
|                                                    | Santuario della Madonna d'Appari                      | 11,5 | AQ        |
|                                                    | per Filetto                                           | 14,2 | AQ        |
|                                                    | Camarda                                               | 14,4 | AQ        |
|                                                    | Assergi                                               | 17,5 | AQ        |
|                                                    | Roma-Teramo (Svincolo di Assergi)                     | 18,7 | AQ        |
|                                                    | per San Pietro della Ienca                            | 19,5 | AQ        |
|                                                    | Fonte Cerreto                                         | 21,4 | AQ        |
|                                                    | della funivia del Gran Sasso                          | 29,1 | AQ        |
|                                                    | della funivia del Gran Sasso                          | 38,1 | AQ        |
|                                                    | per Santo Stefano di Sessano                          |      | AQ        |
|                                                    | per Rigopiano                                         |      | AQ        |
|                                                    | Castel del Monte per Calascio                         |      | AQ        |
|                                                    | Villa Santa Lucia degli Abruzzi                       |      | AQ        |
|                                                    | di Forca di Penne                                     | 76,2 | AQ        |